# Synaphea platyphylla
Synaphea platyphylla är en tvåhjärtbladig växtart som beskrevs av Alexander Segger George. Synaphea platyphylla ingår i släktet Synaphea och familjen Proteaceae. Inga underarter finns listade i Catalogue of Life.